# Pouf

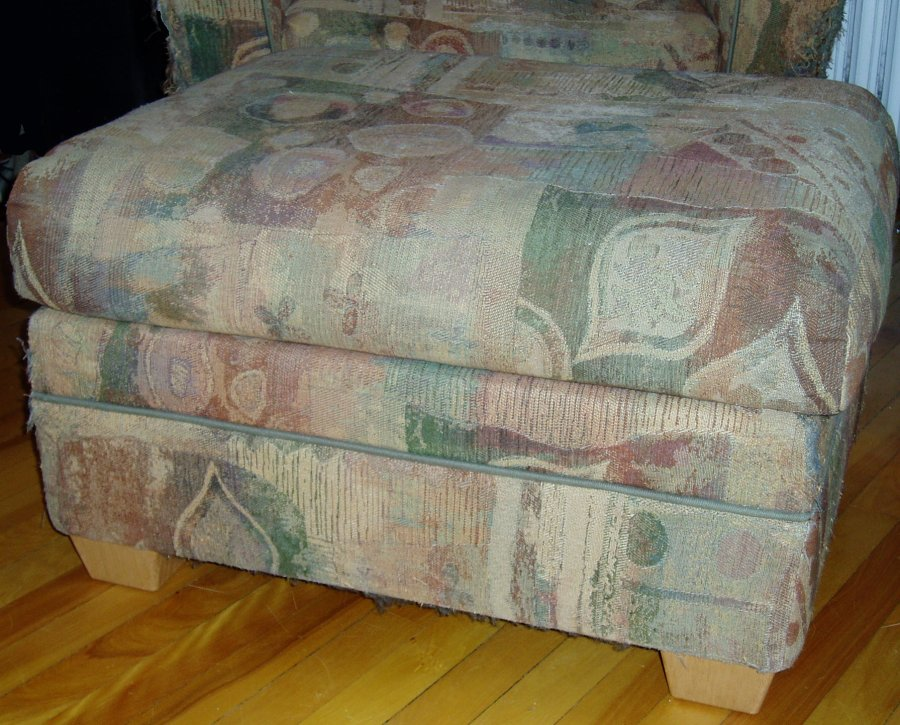
Pouf stile ottomano

Pouf (pronuncia [ˈpuf]) è un termine di origine francese utilizzato per indicare un componente da salotto destinato alla seduta o ad appoggiare i piedi o le gambe. Può essere di classica forma di parallelepipedo imbottito, a forma di sacco o secondo i più recenti sviluppi a forma di materasso, utilizzabile anche come letto.
Nel corso degli anni sono stati modificati e trasformati e al momento sono reperibili in forme diverse, di tutte le dimensioni e nei materiali più svariati.

## Pouf a sacco

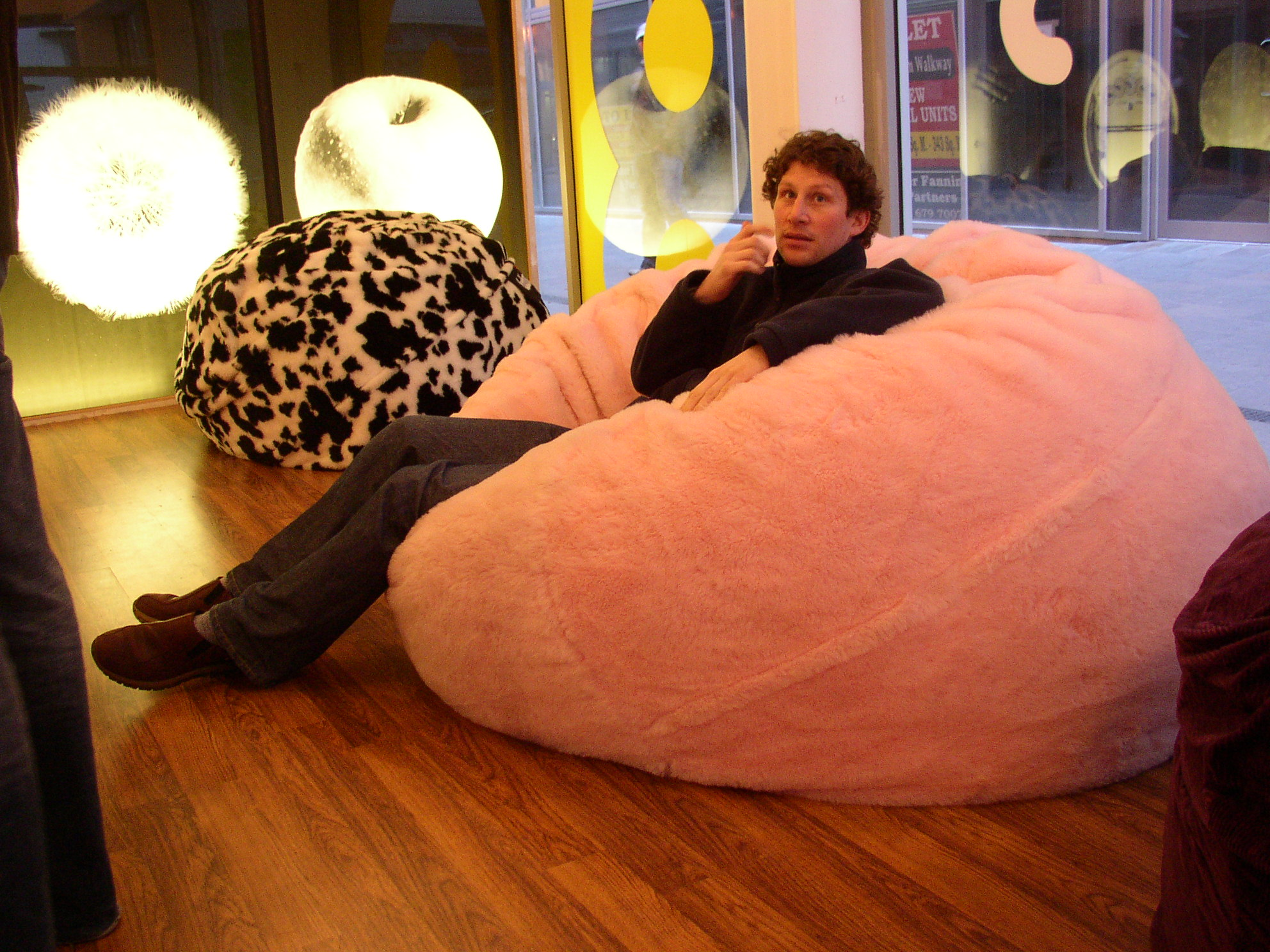
Pouf a sacco

Di recente sono diventati un vero e proprio elemento di design per interni ed esterni: utilizzati in studi, uffici, o per allestire l'ambiente per seminari, conferenze e workshop. Confortevoli e versatili permettono di sedersi, allungarsi o sdraiarsi a seconda dell'occasione.
Il pouf classico è quello in PVC, un materiale lavabile molto similare alla plastica che rende il pouf resistente all'acqua e ne permette un eventuale posizionamento anche all'esterno. Esistono inoltre versioni in pelle (molto costose) o nell'ecologica e più economica alternativa in ecopelle.